# Catharsis (groupe français)
Pour les articles homonymes, voir Catharsis (homonymie).
Catharsis est un groupe de rock psychédélique progressif français, originaire de Nice, dans les Alpes-Maritimes. Formé en 1969, il compte trois 45 tours et six albums studio, dont de nombreuses reprises d'un album à l'autre dans les premières années. Carthasis se sépare en 1977.

## Biographie
Catharsis est formé en 1969 avec Roland Bocquet (orgue, piano, glockenspiel, chant), Yves de Roubaix (guitare, chant, crécelle), Patrick Moulia (guitare, tambourin, scie musicale, guimbarde, crécelle, harmonica, chant), et Charlie Eddi (batterie). La première phase du groupe couvre les années 1971 à 1974, ce qui correspond à peu près à la publication des trois premiers albums. La musique de Catharsis est fortement influencé par celle de la période post-psychédélique de Pink Floyd, dont l'album Ummagumma est caractéristique.
Cette influence est en particulier reconnaissable dans l'album Les Chevrons où se succèdent longues plages musicales partant en crescendo puis retombant de manière soudaine. Le style est toutefois plus enjoué et plus acoustique, avec une prédominance des claviers, percussions et des voix dont celle de Charlotte Boutillier, particulièrement remarquable dans le titre Masq. C'est une musique essentiellement instrumentale. Sur une base de claviers, percussions viennent s'ajouter les voix ainsi que de nombreux et divers instruments de toutes origines, parfois assez surprenants, tels que la crécelle ou encore la scie musicale. La voix y est traitée de manière instrumentale, sous une forme généralement chorale. La plupart du temps les chants ne comportent aucun texte, quand celui-ci ne se réduit à un seul mot, tel dans le titre Chelum, de l'album Les Chevrons.
Tout comme pour Pink Floyd, le style musical de Catharsis a souvent, durant ces mêmes années, servi de base à des émissions ou reportages de télévision et radio française ; en particulier, le titre Masq est l'indicatif de l'émission C'est ma planète sur Europe 1,.
Entre les années de 1975 et 1977, le groupe publie ses trois derniers albums. La formation est réduite à ses quatre principaux membres et les influences jazz l'emportent sur les tendances post-psychédéliques de la première période. Le groupe se sépare en 1977.

## Membres

### Derniers membres
- Roland Bocquet - orgue, piano, glockenspiel, chant
- Yves de Roubaix - guitare, chant, crécelle
- Patrick Moulia - guitare, tambourin, scie musicale, guimbarde, crécelle, harmonica, chant
- Charlie Eddi - percussions, tarabocca
- Charlotte - chant, violon, crécelle, clochettes, grelots

### Autres membres
- Alain Geoffroy - charango, piano, moulinette, chant
- Niles Brown - guitare, violon, clochettes, chant

## Discographie

### Participations
- Rimbaud c'est toi ; de Bernard Verley accompagné par Catharsis
- Poèmes n°4 ; de Élisabeth Meaulne et Bernard Verley accompagnés par Catharsis
- Poèmes n°5 ; de Élisabeth Meaulne et Bernard Verley accompagnés par Catharsis